# 조제 (영화)
《조제》는 2020년에 개봉한 대한민국의 영화이다. 일본 작가 다나베 세이코의 단편소설 〈조제와 호랑이와 물고기들〉과, 이누도 잇신 감독의 영화판 《조제와 호랑이와 물고기들》을 한국에서 리메이크한 작품으로, 김종관 감독이 연출했다. 한지민, 남주혁이 남녀 주인공 '조제'와 이영석 역으로 출연한다.

## 캐스팅
- 한지민: 조제 역
- 남주혁: 이영석 역
- 허진: 다복 역
- 박예진: 혜선 역
- 조복래: 철호 역
- 이소희: 수경 역
- 이성욱: 최경 역
- 김금순: 현남 역
- 장세원: 상준 역
- 윤혜리: 희영 역
- 유영현: 성우 역
- 정이서: 나영 역
- 김승비: 수빈 역
- 설창희: 현영 역
- 김현숙: 슈퍼 할머니 역
- 심완준: 혜선 남자친구 역
- 오소현: 던킨 점원 역
- 장세환: 카페 신입알바 역
- 양택호: 카센터 직원 역
- 박서경: 어린 조제 역
- 김하언: 어린 철호 역
- 김수복: 헌책방 주인 역
- 김성하: 고물상 주인 역
- 김동인: 혜선 동료교수 역
- 황도윤: 현남 딸 역
- 박은지: 뉴스 아나운서 역
- 진시원: 면접대기자 1 역
- 이진수: 면접대기자 2 역
- 이종운: 회사 임원 역
- 박상운: 관람차 직원 역
- 김강희: 전동휠체어 여자 역
- 임호상: 용달 기사 역
- 김경재: 공사 인부 1 역
- 송명석: 공사 인부 2 역
- 이주영: 선희 역 (특별출연)

## 수상
- 2021년 제19회 피렌체 한국영화제 후보 상영작
- 2021년 제9회 무주산골영화제 후보 상영작 - 락
- 2021년 제3회 평창국제평화영화제 후보 스펙트럼 K